# Cybaeodamus malkini
Espèce
Cybaeodamus malkini est une espèce d'araignées aranéomorphes de la famille des Zodariidae.

## Distribution
Cette espèce est endémique du Mato Grosso au Brésil,. Elle se rencontre vers Santa Terezinha.

## Description
Le mâle holotype 4,83 mm.

## Systématique et taxinomie
Cette espèce a été décrite par Henrard, Jocqué et Carvalho en 2025.

## Étymologie
Cette espèce est nommée en l'honneur de Borys Malkin.

## Publication originale
- Henrard, Jocqué & Carvalho, 2025 : « Three new Cybaeodamus Mello-Leitão, 1938 species from Brazil (Araneae, Zodariidae). » European Journal of Taxonomy, vol. 1004, p. 92-119 (texte intégral).